# Joaquim Aubert Puigarnau
Joaquim Aubert Puigarnau   (Barcelona, 1941), més conegut amb el pseudònim de Kim, és un dibuixant de còmics català.
Format en Belles Arts i interessat en la pintura, aviat va trobar-se fent còmics i il·lustracions a publicacions de l'underground barceloní. Les primeres vinyetes les va publicar a la revista musical Vibraciones, dirigida per Àngel Casas. El 1977 va començar a dibuixar a la revista satírica El Jueves, i li encarregaren un personatge que ningú volia dibuixar, "un fatxa"; així va fer la primera pàgina de Martínez el Facha, que s'ha convertit en l'únic personatge que ha aparegut de manera ininterrompuda a les pàgines d'aquesta revista des del primer número fins al 2015. Les seves sàtires contra la ultradreta espanyola més rància i reaccionària es fan a través de les desventures d'en Martínez, el seu company Adolfito, i el gendre del primer, que sempre els pren el pèl.
Les historietes de Martínez el Facha s'han recopilat en més d'una vintena d'àlbums. Kim ha col·laborat també a revistes com Por Favor, Mata Ratos, Rambla, El Víbora i Makoki.
El 1995 fou guardonat amb el Gran Premi del Saló del Còmic de Barcelona, i el 2007 amb el Premi Internacional d'Humor Gat Perich.
El 2010 fou un any especialment fructífer per a Kim, ja que va acumular un total de tres premis. L'obra El arte de volar, realitzada conjuntament amb Antonio Altarriba, li va valer el Premi Nacional de Còmic concedit pel CoNCA. Així mateix, per al mateix còmic va rebre el Premi Nacional del Còmic concedit pel Ministeri de Cultura d'Espanya. Finalment, també va rebre el Premi Notari de l'Humor concedit per la Universitat d'Alacant.

## Llibres publicats (selecció)
- 2019: Quaranta maneres de cardar, Dibbuks, Madrid. ISBN 9788417294670.
- 2018: Nieve en los bolsillos, Norma, Barcelona. ISBN 9788467931433.
- 2016: El ala rota, guió d'Antonio Altarriba, Norma, Barcelona. ISBN 978-84-679-2323-0.
- 2012: L'art de volar, guió d'Antonio Altarriba, EDT, Barcelona. ISBN 978-84-9947-455-7.